# Luther (serie de televisión)
Luther es una serie de televisión británica del género policíaco estrenada el 4 de mayo del 2010 por medio de la cadena BBC One. Es protagonizada por Idris Elba, quien interpreta al detective John Luther. 
La serie ha contado con la participación invitada de actores como Elliot Cowan, Nicola Walker, Paul Rhys, Sean Pertwee, Sam Spruell, Mark Rowley, Alexandra Moen, Ross McCall, Oliver Stark y Ned Dennehy, entre otros.
En noviembre del 2014, se anunció que la serie tendría una cuarta temporada, la cual se estrenó en el 2015.
A finales del 2017 se anunció la quinta temporada, de cuatro capítulos, empezó a filmarse en Londres, a principios de enero del 2018 y se emitió en 2019.
En 2023 se estrenó en Netflix la película Luther: Cae la noche como continuación de la serie televisiva.

## Argumento
John Luther es un detective que trabaja para la Unidad de Delitos Graves en la primera temporada y en la Unidad de Delitos en Serie, Luther vive dedicado a su trabajo y está dotado de una gran capacidad, sin embargo, en ocasiones es obsesivo y peligroso cuando se deja llevar por sus fijaciones. Nunca ha podido evitar ser absorbido por la oscuridad de los crímenes a los que se enfrenta. 
Para Luther, el trabajo siempre ocupa un lugar prioritario, por lo que ha pagado un alto precio por su dedicación, la cual es tanto una bendición como una maldición para él y las personas que lo rodean.

## Personajes

### Personajes principales
| Actor            | Personaje        | Trabajo                   | N.º de episodios | Temporada       |
| ---------------- | ---------------- | ------------------------- | ---------------- | --------------- |
| Idris Elba       | John Luther      | Detective Inspector Jefe  | 16               | 2010 - presente |
| Dermot Crowley   | Martin Schenk    | Detective Superintendente | 13               | 2010 - presente |
| Rose Leslie      | Emma Lane        | Detective Sargento        | 2                | 2015 - presente |
| Laura Haddock    | Megan Cantor     | -                         | 2                | 2015 - presente |
| Darren Boyd      | Theo Bloom       | Detective Inspector       | -                | 2015 - presente |
| John Heffernan   | Steven Rose      | -                         | -                | 2015 - presente |
| Patrick Malahide | George Cornelius | -                         | -                | 2015 - presente |

- Idris Elba como Detective Inspector Jefe John Luther

El detective Luther trabaja en la Unidad de Crímenes Graves de Londres, y tiene un don especial para resolver casos complejos a partir de pequeñas pruebas e indicios. Pero su fijación a la hora de resolver los casos le lleva a perder de vista los límites entre el bien y el mal.
- Dermot Crowley como Detective Superintendente Martin Schenk

Schenk trabaja para la comisión de investigación de asuntos internos en la primera temporada y pasa a dirigir la Unidad de Delitos en Serie en la segunda y tercera temporada.

### Personajes recurrentes
| Actor          | Personaje                          | Trabajo               | N.º de episodios | Temporada       |
| -------------- | ---------------------------------- | --------------------- | ---------------- | --------------- |
| Michael Smiley | Benjamin "Benny"/"Deadhead" Silver | Experto en Tecnología | 12               | 2010 - presente |

### Antiguos personajes principales
| Actor               | Personaje        | Trabajo                     | N.º de episodios | Temporada   |
| ------------------- | ---------------- | --------------------------- | ---------------- | ----------- |
| Warren Brown        | Justin Ripley    | Detective Sargento          | 15               | 2010 - 2013 |
| Ruth Wilson         | Dr. Alice Morgan | Investigadora Científica    | 14               | 2010 - 2019 |
| Paul McGann         | Mark North       | Abogado de Derechos Humanos | 9                | 2010 - 2011 |
| Nikki Amuka-Bird    | Erin Gray        | Detective Inspector         | 8                | 2011 - 2013 |
| Steven Mackintosh   | Ian Reed         | Detective Inspector         | 7                | 2010        |
| Saskia Reeves       | Rose Teller      | Detective Superintendente   | 7                | 2010        |
| Indira Varma        | Zoe Luther       | Abogada Humanitaria         | 7                | 2010        |
| Sienna Guillory     | Mary Day         | -                           | 4                | 2011        |
| David O'Hara        | George Stark     | Detective Superintendente   | 4                | 2013        |
| Aimee-Ffion Edwards | Jenny Jones      | Actriz pornográfica         | 4                | 2011        |
| Kierston Wareing    | Caroline Jones   | -                           | 4                | 2011        |
| David Dawson        | Toby Kent        | -                           | 3                | 2011        |
| Pam Ferris          | Baba             | -                           | 3                | 2011        |

- Warren Brown como el Detective Sargento Justin Ripley

Justin es un joven y ambicioso detective. Formado en psicología forense y criminología, conoce la teoría de resolución de crímenes de los últimos cincuenta años. Se convertirá en el más leal colaborador de Luther.
- Ruth Wilson como Alice Morgan

Alice fue una auténtica niña prodigio. A la edad de 13 años fue admitida en la Universidad de Oxford donde con 18 años recibió un doctorado en astrofísica. Trabaja como becaria en una Universidad londinense. En la primera temporada de la serie, Alice aparece como sospechosa del asesinato de sus padres. Un acto llevado a cabo con tal inteligencia que Luther es incapaz de encontrar pruebas definitivas de su culpabilidad. Su interés y obsesión por él la llevarán a convertirse en su aliada en más de una ocasión. 
- Steven Mackintosh como Detective Inspector Ian Reed

Ian es el mejor amigo de John. Ambos están vinculados por una larga historia en común. Ian cubre las espaldas de John y en innumerables ocasiones lo saca de apuros. 
- Indira Varma como Zoe Luther

Zoe conoció a John en la Universidad. Su relación parecía perfecta hasta que el trabajo de John lo introduce en un mundo oscuro y cruel. Tiene que ver cómo John se encierra cada vez más en sí mismo. 
- Paul McGann como Mark North

Mark es un abogado especializado en Derechos Humanos. Un hombre atractivo, encantador y tímido, que está enamorado de Zoe.
- Saskia Reeves como Detective Superintendente Rose Teller

La investigadora Rose Teller es la superior de Luther en la primera temporada. Es la conexión entre los jefes de la policía y los agentes que arriesgan sus vidas a diario en las calles. 
- Nikki Amuka-Bird como Detective Inspector Erin Gray

La detective Gray trabaja a las órdenes de Luther en la segunda temporada, pero no comparte los métodos que utiliza su jefe. En la tercera temporada forma parte de la Unidad de Asuntos Internos, y tiene como misión arrestar a Luther.
- David O'Hara como Detective Superintendente George Stark

Stark es un duro y agresivo policía que lidera la operación de Asuntos Internos que pretende arrestar a Luther en la tercera temporada.

### Antiguos personajes recurrentes
| Actor            | Personaje          | Trabajo                   | N.º de episodios | Temporada |
| ---------------- | ------------------ | ------------------------- | ---------------- | --------- |
| Alan Williams    | Frank Hodge        | -                         | 3                | 2011      |
| Matthew Marsh    | Russell Cornish    | Detective Superintendente | 3                | 2010      |
| Steven Robertson | Nicholas Millberry | -                         | 2                | 2011      |
| Elliot Cowan     | Tom Marwood        | -                         | 2                | 2013      |

## Episodios
- La primera temporada, de seis episodios, fue emitida por la BBC 1 desde el 4 de mayo al 8 de junio de 2010.

- La segunda temporada, formada por cuatro capítulos, apareció en la BBC 1 en el verano de 2011.

- La tercera temporada, formada por cuatro capítulos, apareció en la BBC 1 en el verano de 2013.

- La cuarta temporada, formada por dos capítulos, se emitió por la BBC 1 a finales de 2015.

- La quinta temporada, formada por cuatro capítulos, se emitió desde el 1 de enero de 2019 a 4 de enero de 2019.

## Premios
La serie ha recibido 10 premios y 41 nominaciones, el actor Idris Elba ganó el Globo de Oro al "mejor actor de miniseries" durante la ceremonia del 2012.

## Producción
El productor Neil Cross comentó que la creación del personaje de Luther se vio influida por los personajes de Sherlock Holmes y Colombo. La inteligencia de Luther y su manera especial de resolver los casos sería comparable a la de Holmes, mientras la estructura de la serie, en la que el criminal es revelado al principio de cada historia, la emparentaría con Colombo.
La serie se rodó en Londres y fue producida por la BBC. 
Neil Cross tuvo la idea original y escribió todos los capítulos emitidos hasta ahora. En el 2012 Cross publicó la novela Luther: el origen, donde se narran los acontecimientos inmediatamente anteriores al inicio de la serie.
En el 2012, el director de la BBC 1, Danny Cohen, anunció durante el Festival de televisión de Edimburgo que la serie tendría una tercera temporada, la cual se estrenó en el verano del 2013.